# Вербицький Леонід Лазарович
Леонід Лазарович Вербицький (9 грудня 1930, Харків, УРСР, СРСР — 26 листопада 2006, Нью-Йорк, США) — український радянський композитор.

## Життєпис
Народився 9 грудня 1930 року у Харкові в родині художника-графіка Лазара Яковича Вербицького (1905—1942).

### Дитинство
У 1934 році батька по службі перевели в Київ, і сім'я переїхала до столиці України. Батько керував художнім відділом центральної газети «Вести». Співпрацював з Владимиром Сосюрою, Олександром Довженком, Максимом Рильським, Іваном Шевченко. Жили на вулиці Пироговській, поруч з будинком літераторів. Почав займатися музикою ще до війни, але війна перервала ці заняття, батько пішов добровольцем на фронт і в 1942 році загинув. Мати, Олена Юріївна Вербицька, з двома дітьми була евакуйована в Чкалов (Оренбург). У 1944 році звільнили Київ і сім'я повернулася на батьківщину. Тяга до музики була завжди, його дядько з фронту привіз у подарунок акордеон і він дуже швидко навчився на ньому грати. Згодом він став чудовим акордеоністом і створив один з перших музичних ансамблів (квартет) на Київському радіо і телебаченні.

### Сім'я
У 1956 році одружився з Галиною Генріхівною (до шлюбу Каплун). Дружина працювала в Київському будинку вчених завідувачкою культмасовим сектором.
У 1958 році народилася донька Наталія, яка навчалася в Київській музичній школі-десятирічці ім. М. В Лисенко, а потім у Київській дитячій музичній школі № 3 імені В. С. Косенка. У 1977 році закінчила Музичне училище ім. Рейнгольда Глієра.

### Робота
У 1956 році закінчив Київську консерваторію по класу композиції у проф. Лятошинського. Після закінчення консерваторії працював у Укрэстраде, завжди тяжів до естрадної та джазової музики, хоча у нього є і класичні твори, фортепіанна сюїта, тріо для скрипки, ф-но та контрабаса. Його інструментальна п'єса для труби з оркестром видана і була записана в Москві з оркестром Юрія Силантьєва.
У 1963 році запросили в Київського академічного театру російської драми імені Лесі Українки на посаду музичного керівника, а також керівником гастролюючого колективу солістів Національного оперного театру. Але паралельно ніколи не залишав бажання писати естрадні п'єси та пісні. Кожну нову пісню записував у Москві для передачі "Доброго ранку!" (рос. С добрым утром!), «Від суботи до суботи», «Блакитний вогник» (рос. Голубой огонёк). Його пісні виконувалися в багатьох естрадних колективах країни і деяких зарубіжних колективах: грецьким ансамблем під управлінням Кацароса, югославські співаки Джордже Мар'янович і Радмила Караклаїч. Співпрацював з Леонідом Утьосовим, Миколою Сліченко, Олегом Лундстремом. Близько 20-ти років дружив з поетом Олександра Вратарьова, їх пісня «Йде дівчина» (рос.) у виконанні Юлії Пашковської стала всесвітньо відомим шлягером, а пісня «Дуель» (1969) (рос.), відома під назвою «Романс Наталі» стала улюбленою багатьма поколіннями.
Пісні Леоніда Вербицького виконували Юлія Пашковська, Тамара Міансарова, Йосиф Кобзон, Зінаїда Невська, Майя Кристалінська, Юрій Гуляєв, Віктор Вуячич, [Тетяна Окуневська], Вадим Монін, Євгенія Мірошниченко, Дмитро Гнатюк, Валентина Купріна, Ліна Прохорова та багато інших.

### Еміграція
У 1979 році повинен був емігрувати з сім'єю в США. Українська діаспорна оперна співачка Галина Адріадіс взяла в репертуар його пісню «Лелеки», а композитора звинуватили в зраді батьківщині, у співпраці зі США. Коли приїхав до США, зустрівся з актрисою та співачкою Евеліною Белюц і став її акомпаніатором, а її чоловік — конферансьє і режисером концертів. Грав на фортепіано в дуеті з акордеоністом Борисом Векслером. Робив передачі для російського радіо в Нью-Йорку під назвою «Відкриваючи завісу», в яких розповідав про зустрічі з цікавими людьми.
У США написав багато нових музичних творів, автор присвят Аді Роговцевій і Раймондові Паулсу, написав цикл присвят пам'яті — Клавдії Шульженко, Леоніда Утьосова, Едіт Піаф, Марселя Марсо. Дочка Наталія (Славутер) займалася музикою, зараз працює в туристичному бізнесі, у неї двоє синів. Дружина композитора працювала в газеті «Нове російське слово», потім у бібліотеці.
Організували музичний салон, проводили творчі зустрічі з музикантами, співаками, режисерами, акторами, журналістами. У них побували Людмила Лядова, Тамара Міансарова, Тамара Гвердцителі, Нані Брегвадзе, Роман Віктюк, Ада Роговцева, Белла Ахмадуліна, Володимир Бистряков, Марк Розовський, Лія Глаз, Клара Новікова, Микола Караченцев, Володимир Винокур, актори Національного оперного театру — Тамара Тимошко, Сергій Павлінов, Ірина Лапіна, Георгій Горюшко, журналіст, актор, драматург, письменник і сценарист Ігор Афанасьєв, співачки Ірина Фогельсон і Вікторія Лісіна та багато інших. З гастролями об'їздив всю Америку й Канаду. Співав для російської та української діаспори. Випустив цілий ряд музичних компакт-дисків, серед них «Слід на землі», «Зніміть капелюхи, шансоньє…».
У 2003 році Леонід Вербицький відвідав Київ, дав інтерв'ю газеті «Хрещатик».
Леонід Лазарович Вербицький пішов з життя 26 листопада 2006 року в Нью-Йорку. Похований на Маунт-Кармел (меморіал).

## Творчість
Автор музики до спектаклю Київського академічного театру російської драми імені Лесі Українки «Варшавська мелодія» (Л. Зоріна). Ця вистава принесла Аді Роговцевій звання Народної артистки СРСР.
Створив музику до мультфільмів:
- «Тигреня в чайнику» (1972)
- «Чому в ялинки колючі хвоїнки» (1973)
- «Таємниця країни суниць» (1973)
- «Легенда про ялинку» (1973)
- «Зелена пігулка» (1974)
- «Історія з одиницею» (1975)
- «Якого рожна хочеться?» (1975)
- «Парасолька на модному курорті» (1977)

Деякі пісні:
- «На реке» (1958) (рос.) — (вір. Олександр Вратарьов) — Зінаїда Невська
- «Йде дівчина» (1965) (рос.) (вір. Олександр Вратарьов) — Юлія Пашковська
- «Лелеки» (вір. Леонід Ковальчук) — Тамара Міансарова
- «Любиш — не любиш» (вір. Михайло Куруц) — Тамара Міансарова
- «Сині троянди»[6] — (вір. Юрій Ерусалимский) — Майя Кристалінська
- «Така любов» (вір. Олександр Вратарьов) — Валентина Купріна
- «Київ чудесний» — (вір. Ігор Барах) — Валентина Купріна